# Медаль Мэрчисона
Медаль Мэрчисона (Медаль Мурчисона; англ. Murchison Medal) — ежегодная научная награда Геологического общества Лондона (англ. Geological Society of London) за выдающиеся достижения в области геологии. Была учреждена в 1873 году на средства по завещанию шотландского геолога Родерика Мэрчисона (1792—1871), в честь которого и названа.
Не путать с премией — Murchison Award (Murchison Grant)

## Статус медали
Медаль Уильяма Смита, Медаль Лайеля и Медаль Мэрчисона Геологического общества Лондона имеют одинаковый статус и присуждаются за выдающиеся достижения в области геологических наук.